# Esmoreitplein
Het Esmoreitplein in Den Haag is een plein in de wijk Moerwijk. Het is bekend vanwege een opvallend complex van sociale woningbouw uit 1935 naar ontwerp van de architecten L. Cusell en J.N. Munnik in opdracht van de gereformeerde woningbouwvereniging Patrimonium.
Transvaal en Moerwijk zijn twee wijken in Den Haag. In Moerwijk valt hieronder ook het Esmoreitplein, dat in 1935 gebouwd werd. De woningen waren verouderd, maar besloten werd de stedenbouwkundige en architectonische kwaliteiten niet verloren te laten gaan. Dit complex had 'Haagsche poorten" met glas-in-lood erboven om de trap te verlichten, en er was een plein met beeld.
De renovatie is uitgevoerd door Van der Leij Bouwbedrijven en bestond onder andere uit:
- het samentrekken van 135 portiekwoningen tot 42 huizen. Waar vroeger links en rechts van de entree drie woonlagen waren, is nu links en rechts één huis. Slechts één portiek is in de originele vorm gelaten, dat betrof een hoekpand waar het niet mogelijk was diverse woningen samen te voegen. De huizen blijven behouden voor de sociale huur.
- de kozijnen zijn vernieuwd; zij zijn van hardhout gemaakt en wit geverfd, om op de originele ramen te lijken.
- oude details behouden en waar nodig herstellen.[1]

De gemeente heeft het plantsoen heringericht, er is nu meer kleur en er is goede speelgelegenheid gemaakt. 

Het bronzen beeldje op het plein heet "Vrouwtje met Appel". Het werd in 1984 geplaatst en is een van de laatste werken van kunstenaar Dick Loef (Waddinxveen 1924-1983).
In 2005 startte Staedion met de renovatie van de woningen aan de Esmoreitplein in Moerwijk. In mei 2007 betrokken de bewoners het gerenoveerde plein, er waren slechts drie oude huurders bij. Op 16 mei 2007 heeft Staedion de succesvolle afronding gevierd met de kopers en huurders van de woningen. Wethouder Norder was hierbij aanwezig om de bewoners te feliciteren met hun mooie woningen. 
Het Esmoreitplein is een gemeentelijk monument. De naam Esmoreit komt uit de 14de eeuw en is van een speler die in enkele abele spelen voorkomt. De renovatie (vernieuwbouw) is in 2007 genomineerd voor de Nationale Renovatie Prijs en de Haagse Nieuwe Stad Prijs. Het project wint de publieksprijs van de Nieuwe Stad Prijs 2007 en financiert met het ontvangen geldbedrag van € 5.000,- de aanleg van een hinkelbaan, knikkerpotjes en een 'alfabet-slang'. Deze zijn te vinden tussen de twee poorten van het Esmoreitplein.

## Galerij

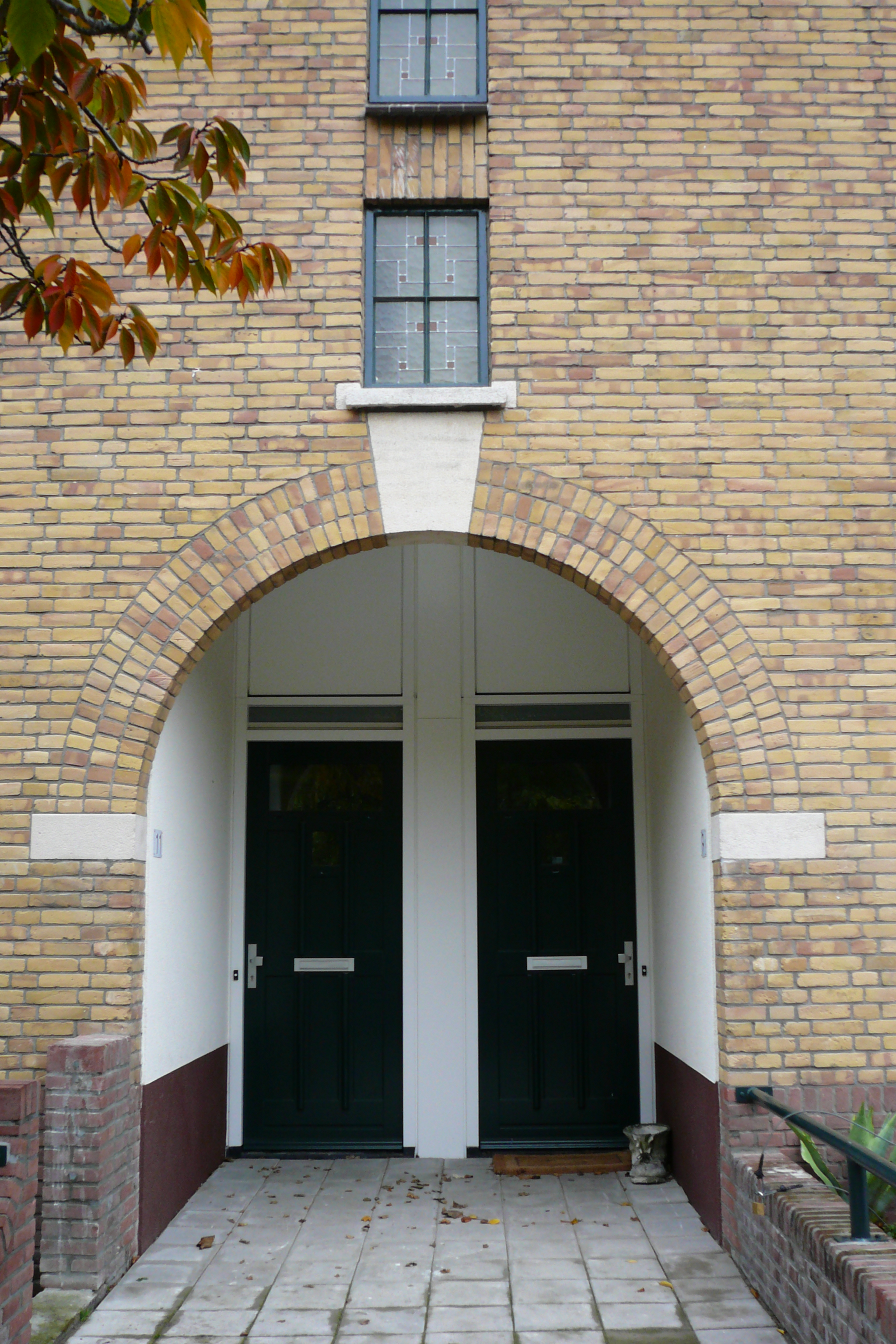
Vernieuwde portiek.
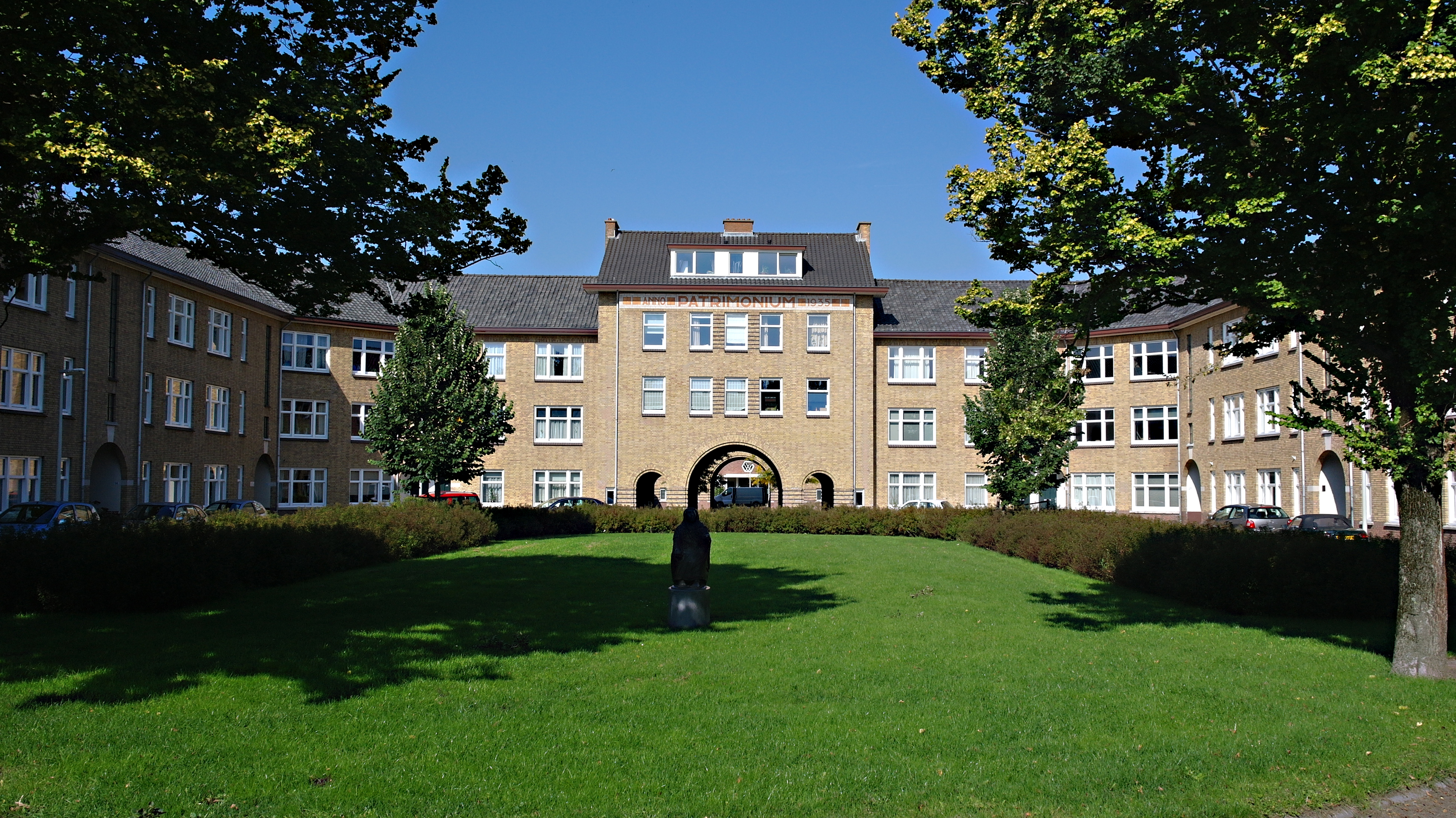
Zicht op woningen met poortje en tegeltableau van Woningbouwvereeniging Patrimonium.
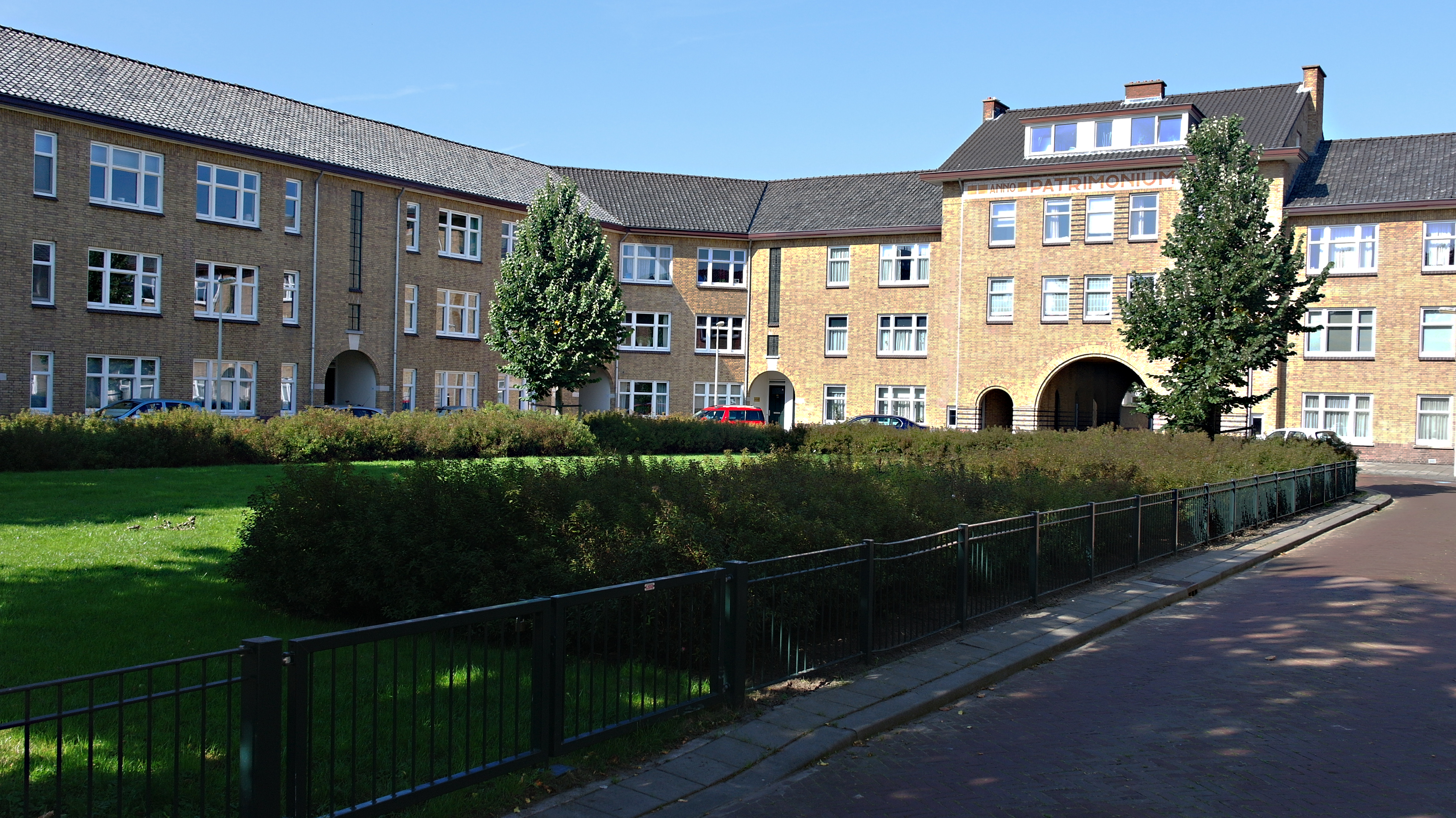
Zicht op Esmoreitplein, zuidzijde, september 2013.